# Grube Anna
Grube Anna was tussen 1854 en 1978 een kolenmijn in de Duitse gemeente Alsdorf, deelstaat Noordrijn-Westfalen. Op 21 oktober 1930 veroorzaakte een kolenstofexplosie hier een mijnramp die 271 doden en 304 ernstig gewonden tot gevolg had. Na de sluiting van de mijn zijn een aantal van de 130 bouwwerken behouden gebleven, zoals een schachtblok, watertoren en diverse mijngebouwen. In drie gebouwen is sinds 2014 het mijnbouw- en energiemuseum Energeticon gevestigd.
|  |  |